# Caldas (departman)
Caldas je kolumbijski departman u središnjem dijelu države. Glavni grad je Manizales. Prema podacima iz 2005. godine u departmanu živi 908.841 stanovnik te je 16 kolumbijski deparman po broju stanovnika. Sastoji se od 27 općina.

## Općine
U departmanu Caldas se nalazi 27 općina:
| - Aguadas - Anserma - Aranzazu - Belalcázar - Chinchiná - Filadelfia - La Dorada - La Merced - Manizales - Manzanares - Marmato - Marquetalia - Marulanda - Neira | - Norcasia - Pácora - Palestina - Pensilvania - Riosucio - Risaralda - Salamina - Samaná - San José - Supía - Victoria - Villamaría - Viterbo |

## Vanjske poveznice
- Službene stranice[neaktivna poveznica]